# Jōsō
Jōsō (常総市, Jōsō-shi) est une ville située dans la préfecture d'Ibaraki, sur l'île de Honshū, au Japon.

## Géographie

### Localisation
Jōsō est située dans l'ouest de la préfecture d'Ibaraki, dans le nord du grand Tokyo.

### Démographie
En juin 2021, la population de Jōsō s'élevait à 62 397 habitants, répartis sur une superficie de 123,64 km2.

### Hydrographie
Jōsō est traversée du nord au sud par la rivière Kinu. Elle est bordée par la rivière Kokai à l'est.

## Histoire
Le 1er janvier 2006, la ville de Mitsukaidō fusionne avec le bourg d'Ishige 1er janvier 2006 pour former l'actuelle ville de Jōsō.

## Transports
La ville est desservie par la ligne Jōsō de la Kantō Railway.

## Personnalités liées à la ville
- Takashi Nagatsuka (1879-1915), écrivain
- Keiji Suzuki (né en 1980), judoka